# Notholirion macrophyllum
Notholirion macrophyllum ist eine Art in der Gattung Notholirion aus der Familie der Liliengewächse. 

## Beschreibung
Die Pflanzen erreichen nur Wuchshöhen von 20 bis 35 cm, sie ist damit die kleinste Art der Gattung. Es wird erst eine bodenständige Blattrosette mit ausgestreckten Blättern (30 bis 40 lang und etwa 2 cm breit) gebildet. Daraus treibt die Pflanze im Juni bis August einen traubenförmigen Blütenstand gibt es 2 bis 4 (bis 6) Blüten. Sie hat blassviolette bis violette oder rote, glockenförmige, zwittrige, Blüten, mit dunkelpurpurner Fleckung im Schlund, sie sind etwa 5 cm groß. Die Blütenhüllblätter sind gleichgeformt (Tepalen) (2,5 bis 5 × 0,6 bis 1,5 cm). Es werden Kapselfrüchte gebildet. Die Blütezeit ist im August. Die Frucht reift im gleichen Jahr, danach stirbt die Pflanze ab. Vor dem Absterben der alten Pflanze werden viele kleine Zwiebeln gebildet.

## Verbreitung
Die Art ist heimisch in den chinesischen Provinzen: Sichuan, Xizang, Yunnan; Bhutan, Nepal und Sikkim in Eichenwäldern, auf grasigen Hängen und auf Wiesen in Höhenlagen von 2800 bis 3400 m NN. 